# 餘輝電漿
餘輝電漿(Afterglow plasma)是指當電漿受到外來的電磁場影響而發光(未必可見)，而當電磁場消失導致電漿無法持續發光時，電漿發出的殘光。一般電漿餘暉都不持久，但電漿會以電子轉振耦合釋放能量的方式來延長餘輝電漿的電時間，此效果在分子氣體裡特明顯。